# Habib Al-Naufali
Mons. Habib Hormuz Al-Naufali (* 5. května 1960, Baqofa) je irácký chaldejský katolický duchovní a arcibiskup Basry.

## Život
Narodil se 5. května 1960 ve vesnici Baqofa v guvernorátu Ninive.
Po základním a středním vzdělání pokračoval ve studiu na Mosulské univerzitě. Rozhodl se pro kněžskou dráhu a proto vstoupil do Patriarchálního semináře a na V Bagdádu stěžoval filosofii a teologii. Dne 29. června 1998 byl vysvěcen na kněze.
V letech 1999-2003 byl farářem farnosti svatého Jiří v Bagdádu. Současně působil jako ředitel knihovny v Babel College.
Stal se advokátem eparchiálního soudu a členem Svazu iráckých autorů a spisovatelů. Začal také přispívat do třech církevních časopisů. Roku 2003 začal vést Chaldejskou misii v Londýně.
Dne 10. června 2013 jej Synod biskupů Chaldejské katolické církve zvolil arcibiskupem Basry. Dne 11. ledna 2014 schválil papež František jeho volbu. Biskupské svěcení přijal 24. ledna 2014 z rukou patriarchy Louise Raphaëla I. Sako a spolusvětiteli byli biskup Shlemon Warduni a arcibiskup Jean Benjamin Sleiman.
Hovoří arabsky, aramejsky a anglicky.